# Can't Forget: A Souvenir of the Grand Tour
Can't Forget: A Souvenir of the Grand Tour je album kanadského hudebníka Leonarda Cohena. Vydalo jej v květnu 2015 hudební vydavatelství Columbia Records a obsahuje převážně nahrávky ze zkoušek před koncerty, ale i z koncertů samotných, z Cohenova turné v letech 2012 až 2013. Album produkovali Ed Sanders a Mark Vreeken a o mastering se postaral Bob Ludwig.

## Seznam skladeb
| Pořadí | Název                     | Autor                                                   | Délka |
| ------ | ------------------------- | ------------------------------------------------------- | ----- |
| 1.     | Field Commander Cohen     | Leonard Cohen                                           | 4:24  |
| 2.     | I Can't Forget            | Cohen                                                   | 4:17  |
| 3.     | Light as the Breeze       | Cohen                                                   | 6:33  |
| 4.     | La Manic                  | Morey Amsterdam, Paul Baron, Georges Dor, Jeri Sullivan | 4:14  |
| 5.     | Night Comes On            | Cohen                                                   | 5:55  |
| 6.     | Never Gave Nobody Trouble | Cohen                                                   | 4:51  |
| 7.     | Joan of Arc               | Cohen                                                   | 6:30  |
| 8.     | Got a Little Secret       | Felicity Buirski, Cohen, Mitch Watkins                  | 4:35  |
| 9.     | Choices                   | Michael Curtis, Billy Yates                             | 3:31  |
| 10.    | Stages                    | Cohen                                                   | 3:42  |

## Obsazení
- Leonard Cohen – zpěv, kytara
- Roscoe Beck – baskytara, kontrabas
- Alkexandru Bublitchi – housle
- Rafael Bernardo Gayol – bicí, perkuse
- Neil Larsen – varhany, klávesy
- Javier Mas – bandurria, kytara, laud
- Sharon Robinson – zpěv
- Mitch Watkins – kytara
- Charley Webb – zpěv, kytara
- Hattie Webb – zpěv, harfa